# Ich gebe dir die Sonne
Ich gebe dir die Sonne, Originaltitel I´ll Give You The Sun, ist ein Jugendbuch der US-amerikanischen Autorin Jandy Nelson, das 2014 bei Dial Books in den USA und 2016 bei cbt in Deutschland erschien. Der Roman wurde 2015 mit dem Michael L. Printz Award und dem Stonewall Honor ausgezeichnet. Er erhielt zahlreiche positive Rezensionen der internationalen Presse und wurde unter anderem als »dazzling« (New York Times Book Review) und »blazing prismatic explosion of color« (Entertainment Weekly) bezeichnet.
Die Geschichte handelt von den zweieiigen Zwillingen Noah und Jude. Die beiden sind sehr verschieden, sich in manchen Hinsichten aber doch verblüffend ähnlich. Sie lieben sich und sind sich sehr nah, konkurrieren jedoch um die Liebe und Aufmerksamkeit der Eltern.
Das Buch behandelt die Themen erste Liebe, Kunst, Eifersucht und Neid, Homosexualität, das Erwachsenwerden und die eigene Unsicherheit und Identitätssuche.

## Handlung
Erzählt wird die Geschichte aus der Sicht beider Zwillinge, jedoch in einem unterschiedlichen Alter. Als beide etwa 13–14 Jahre alt sind, wird aus der Sicht von Noah erzählt und im Alter von 16 Jahren aus der Sicht von Jude. Die Erzählperspektive wechselt sich in Kapiteln zwischen den beiden ab.

### Noah, 13–14 Jahre
Noah ist ein talentierter Künstler. Sein größter Wunsch ist es, im nächsten Jahr auf die Kunstschule zu gehen, der einzige Ort, an dem er denkt, dazugehören zu können, denn ansonsten fühlt er sich selbst wie ein Freak. Auch seine Zwillingsschwester Jude bezeichnet ihn als merkwürdig, da er keine Freunde hat. Sie ist ganz anders als Noah. Sie ist beliebt und passt sich den anderen an, hat viele Freunde, geht aus und surft.
Sie ist ebenfalls eine Künstlerin und fertigt Skulpturen aus Sand an. Eines Tages begegnet Noah Brian, der die Ferien bei seiner Mutter verbringt, die im Nachbarhaus wohnt. Noah und Brian bauen schnell eine enge Freundschaft auf, erzählen sich ihre Geheimnisse und verbringen die meiste Zeit miteinander. Noah fühlt sich stark zu Brian hingezogen, weiß jedoch nicht, ob Brian ähnlich fühlt wie er. Als die beiden von älteren Jungen als „Homos“ beleidigt werden, ist es Brian, der beide verteidigt, doch von da an trifft sich Brian auch mit anderen Mädchen und errichtet den Rest des Sommers einen „elektrischen Zaun“ zwischen den beiden.
Noah glaubt durch ein Missverständnis, dass Brian und seine Schwester nun zusammen sind. Eifersüchtig und verzweifelt, gerät er in Wut und zerstört Fotos von Judes Sandkunstwerken, die er heimlich aufgenommen hatte. Er schwört sich, nie wieder ein Wort mit ihr zu reden. Erst sehr viel später kann Jude ihm erzählen, dass nichts passiert ist. Ihr ist bewusst, dass ihr Bruder in Brian mehr als nur einen Freund sieht.
5 Monate später taucht Brian in den Winterferien wieder auf. Er und Noah finden endlich zueinander. Doch als die beiden sich in Noahs Zimmer küssen, platzt seine Mutter unangemeldet herein. Brian verliert daraufhin seine Fassung. Er fürchtet, sein Sportstipendium zu verlieren und von seinem Baseballteam gemobbt zu werden, sollte seine Homosexualität bekannt werden. Er beendet die Beziehung zu Noah. Noah gibt seiner Mutter die Schuld daran und bittet sie, seinem Vater, zu dem er das erste Mal eine gute Beziehung aufgebaut hat, nichts von alldem zu erzählen und alles zu vergessen, da es keine Bedeutung habe. Seine Mutter, die kein Problem mit seiner Homosexualität hat, ermutigt und bittet ihn, ehrlich zu sich selbst zu sein, auch wenn es viel Mut erfordert.
Durch einen Zufall findet Noah heraus, dass seine Mutter eine Affäre mit einem Künstler hat. Er stellt sie zur Rede und sie gesteht ihm, dass sie sich scheiden lassen möchte. Doch danach hat sie einen Autounfall, bei dem sie stirbt.

### Jude, 16 Jahre
Zwei Jahre sind seit dem Tod der Mutter vergangen. Jude wurde an der Kunstschule aufgenommen, Noah jedoch nicht. Beide haben sich sehr verändert, beinahe so, als ob ihre Charaktere die Körper getauscht hätten. Sie leiden noch immer unter dem Verlust ihrer Mutter und fühlen sich aus unterschiedlichen Gründen für ihren Tod verantwortlich.
Jude ist eine Einzelgängerin geworden. Nach einer ersten negativen sexuellen Erfahrung führt sie einen Boykott gegen Jungs, und ihre einzige Freundin ist ihre tote Großmutter, mit deren Geist sie spricht und deren Sprichwörter und Aberglaube eine wichtige Rolle in ihrem Leben spielen. Sie fühlt sich nicht wohl an der Kunstschule und ist dort nur als Katastrophen-Jude bekannt, da alles, was sie herstellt, kaputt geht. Sie macht dafür den Geist ihrer Mutter verantwortlich, die sauer auf sie ist, weil sie weiß, was sie getan hat: Nach dem Tod ihrer Mutter hat Jude aus Eifersucht nur ihre eigene Bewerbung für die Kunstschule abgeschickt und Noahs nicht. Sie schämt sich für diese Entscheidung und bereut sie zutiefst, fürchtet jedoch, Noah endgültig zu verlieren, sollte sie ihm davon erzählen.
Noah hat sich sehr verändert. Nachdem er nicht an der Kunstschule aufgenommen wurde, hat er all seine Kunst zerstört und aufgehört zu malen. Er ist nun Teil eines Sportteams, trifft sich mit Mädchen und hat Freunde. Zu Brian hat er keinen Kontakt mehr und auch Jude hat er komplett aus seinem Leben ausgeschlossen. Beide sprechen kaum noch miteinander, auch wenn Jude den Kontakt zu ihm sucht. Von der Affäre seiner Mutter hat er weder Jude noch seinem Vater erzählt, sondern sie in dem Glauben gelassen, dass sie zu seinem Vater zurückkehren wollte.
Jude gewinnt für eine Arbeit für die Kunstschule den Künstler Guillermo García als ihren Mentor, der ihr bei der Anfertigung einer Steinfigur hilft – aus Stein, damit niemand, besonders der Geist ihrer Mutter, die Skulptur zerstören kann. Dort begegnet sie auch Oscar, der von Guillermo aufgenommen wurde, unter der Bedingung, seine Drogensucht in den Griff zu bekommen. Als Noah eines Abends betrunken ist und beinahe von einer Klippe stürzt, rettet Oscar ihn und bringt Jude und Noah nach Hause. Dort erkennt Jude, dass Oscar der Junge ist, für dessen Bild sie einst in einem Spiel zwischen Noah und ihr, in dem sie die Welt untereinander aufgeteilt haben, die Sonne, die Sterne, den Ozean und die Bäume an Noah abgegeben hat. Daraufhin lässt sie ihre Gefühle zu.
Jude möchte nun alles dafür tun, ihren Fehler wieder gut zu machen und ist dazu bereit, ihren eigenen Platz an der Kunstschule für ihren Bruder aufzugeben. Am nächsten Tag platzt Noah bei Guillermo im Atelier herein und Jude erfährt, dass Guillermo und ihre Mutter ein Liebespaar waren und heiraten wollten. Sie versteht, warum Noah immer gesagt hat, er kenne ihre Mutter besser als sie und dass er sie nur vor der Wahrheit beschützen wollte.
Die beiden sprechen sich aus und sprechen auch über Brian. Noah denkt, er habe sein Leben zerstört, als er ihn öffentlich als schwul bezeichnet hat. Doch mittlerweile hat dieser ein Baseball-Stipendium an der Stanford und sich öffentlich zu seiner Homosexualität bekannt. Jude gesteht Noah, dass sie seine Bewerbung an der Kunstschule nicht abgeschickt hat. Doch Noah ist nicht sauer auf sie, er hat seine Liebe zur Kunst wiederentdeckt und das ist für ihn alles, was zählt. Er möchte endlich wieder ehrlich zu sich selbst sein und trifft sich mit Brian. Auch sein Vater erfährt nun von seiner Homosexualität und Noah und Jude erhalten am Ende beide einen Platz an der Kunstschule.

## Figuren
Noah
Noah ist ein begabter Künstler, Malen bedeutet ihm alles. Selbst in seinen Gedanken malt er Porträts von Situationen aus seinem Leben. Er ist zu Beginn sehr schüchtern und introvertiert; er hat keine Freunde, bis er Brian kennenlernt, was sein Leben verändert. Er verliebt sich in ihn und wünscht sich nun nichts sehnlicher, als mit Brian zusammen zu sein, für den er alle seine 10 Finger geben würde.
Jude
Zu Beginn des Buches ist sie wie viele Mädchen in der Pubertät. Sie schminkt sich, geht aus, trifft sich mit Jungen und streitet sich mit ihrer Mutter. Nach deren Tod verändert sie sich und wird zu einer Einzelgängerin. Sie erhält einen Platz an der Kunstschule, ist dort jedoch nicht glücklich.
Dianna
Dianna ist Judes und Noahs Mutter, stirbt jedoch bei einem Autounfall, als sie 14 Jahre alt sind. Sie ist beeindruckt von Noahs künstlerischem Talent und unterstützt ihn dabei, sich an der Kunstschule zu bewerben, übergeht dabei jedoch häufig Jude, die sich nicht traut, ihr ihre Kunst zu zeigen, aus Angst, nicht zu genügen. Sie hat eine Affäre mit dem Künstler Guillermo García, von der Noah kurz vor ihrem Tod erfährt.
Brian
Brian spielt Baseball und lebt über die Ferien bei seiner Mutter, wodurch Noah und er sich kennenlernen. Die beiden verlieben sich ineinander. Brian ist homosexuell, fürchtet sich jedoch davor, sich zu outen, aus Angst, ausgeschlossen zu werden. Erst später outet er sich und verändert dadurch als offener homosexueller Baseballspieler die Geschichte.
Oscar
Oscar arbeitet als Modell für Aktzeichnen. Nach dem Tod seiner Mutter hat er ein Alkoholproblem und wird von Guillermo García aufgenommen. Gutaussehend, mit Lederjacke, Motorrad und englischem Akzent ist er beliebt bei Mädchen. Seine Mutter hat ihm jedoch vorausgesagt, dass er ein Mädchen wie Jude treffen würde, in das er sich verliebt.
Guillermo García
Guillermo García ist ein Bildhauer und Künstler, der sich in die Mutter von Noah und Jude verliebt. Die beiden beginnen eine Affäre und möchten heiraten. Nach Diannas Tod isoliert sich Guillermo und gibt keinen Unterricht für Kunstschüler mehr. Nur für Jude macht er eine Ausnahme, unwissend, dass sie Diannas Tochter ist.

## Öffentliche Präsentationen
Ich gebe dir die Sonne wurde beim Kinder- und Jugendprogramm des 15. Internationalen Literaturfestivals Berlin im September 2015 als Internationale Premiere in Anwesenheit der Autorin vorgestellt.